# ATP Challenger Jönköping
Das ATP Challenger Jönköping (offizieller Name: RC Hotel Open) war ein 2016 einmalig stattfindendes Tennisturnier in Jönköping, Schweden. Es war Teil der ATP Challenger Tour und wurde in der Halle auf Hartplatz ausgetragen.

## Liste der Sieger

### Einzel
| Jahr | Sieger         | Finalgegner       | Ergebnis         |
| ---- | -------------- | ----------------- | ---------------- |
| 2016 | Andrei Golubew | Karen Chatschanow | 6:79, 7:65, 7:64 |

### Doppel
| Jahr | Sieger                        | Finalgegner                   | Ergebnis         |
| ---- | ----------------------------- | ----------------------------- | ---------------- |
| 2016 | Isak Arvidsson Fred Simonsson | Markus Eriksson Milos Sekulic | 6:3, 3:6, [10:6] |